# Церква Вознесіння Господнього (Юськівці)
Церква Вознесіння Господнього в Юськівцях — парафія і храм Лановецького благочиння Тернопільської єпархії Православної церкви України в селі Юськівці Кременецького району Тернопільської области.
Оголошена пам'яткою архітектури місцевого значення (охоронний номер 1652).

## Історія церкви
У 1760 році за кошти парафіян у Юськівцях збудували православну церкву на честь Вознесіння Господнього. Її перевезли з Кременця та встановили на кам'яний фундамент. У 1870 році було виготовлено новий іконостас і споруджено дерев'яну дзвіницю.
З 1997 по 2006 рік збудували новий цегляний храм Української Православної Церкви Київського Патріархату також на честь Вознесіння Господнього. 1 червня його освятив архієпископ Тернопільський і Кременецький Іов.

## Парохи
- о. Яків Хмільовський (1775—1795),
- о. Яків Левитович,
- о. Осадарь Коцовський,
- о. Іван Медвидовський,
- о. Михайло Гаськевич,
- о. Григорій Белковський,
- о. Анатолій Сушевич,
- о. Андрій Гусаковський,
- о. Михайло Косович,
- о. Лука Лотоцький,
- о. Василь Селецький,
- о. Ософоній Крупський,
- о. Григорій Коначевич,
- о. Іван Чернявський,
- о. Осодосій Володимирський,
- о. Василь Прокопович,
- о. Стефан Давидович,
- о. Ігаркис Селецький,
- о. Степан Ревіцький,
- о. Іван Чорнобров (1932—1944),
- о. Іван Петрук,
- о. Андрій Ментух,
- о. Петро Веселовський (1964—1985),
- о. Анатолій Зінкевич (1985—1990),
- о. Мирослав Сивак (1990—1994),
- о. Володимир Лижечко (1994—2001),
- о. Ігор Кіт (з 2001).